# Frieda Andreae
Sophie Friederike „Frieda“ Andreae (egy Frankfurt am Main melletti birtok, 1840. március 15. – 1922 után) német írónő.

## Élete
Kilenc testvére közül ő volt a legidősebb. 13 éves koráig otthon tanult, ezután egy frankfurti iskolába ment, ebben az időben a nagyanyjánál élt. Tanulmányai befejezése után háziasszony lett. Családjával később egy kisebb egyetemi városba költözött, itt kezdett el az irodalommal foglalkozni. 1884-ben Augsburgba, két évvel később Münchenbe költözött. 1922-ben még a városban élt a Leopoldstrassén, de e dátum után további részleteket életéről nem tudunk, halála pontos ideje sem ismert. 

## Munkái
Az alább említett munkák mindegyike novella.
- Camilla (1879)
- Im Hinterhaus. Prochnow, Berlin 1881.
- Der Muhme Erbstück. Preyß, Augsburg 1884.
- Dunkle Gotteswege. Klein, Barmen 1884.
- Ein Geschwisterpaar. Buchhandlung der Evangelischen Gesellschaft, Stuttgart 1885.
- Eva. (1885)
- Schwester Barbara. Alt, Frankfurt a. M. 1886.
- Sünde ist der Leute Verderben. (1891)
- Der Sieg der Liebe. (1892)
- Was Tante Selma erzählte. Drei Geschichten für Kinder. Spittler, Basel 1892.
- Wie die Saat, so die Ernte (4 Erzählungen.) Jaeger & Kober, Basel 1893.
- Land oder Stadt (2 Erzählungen, 1893)
- Im Schatten des Heiligtums. Der Findling. 2 Erzählungen. (Goldkörner 33) Enßlin & Laiblin, Reutlingen 1903.
- Der Segen des Wohltuns. Eine kleine Heldin. (Blumen und Sterne 32) Enßlin & Laiblin, Reutlingen 1906.
- Nimm dich deines Nächsten an!. Ohne Liebe. (Goldkörner 45) Enßlin & Laiblin, Reutlingen 1909.
- Hundertfältig. Erzählung. (Blumen und Sterne 39) Enßlin & Laiblin, Reutlingen 1908.
- Der Waislein Vater. Erzählung. (Blumen und Sterne 46) Enßlin & Laiblin, Reutlingen 1908.
- Heiße Herzen. Eine Lebensgeschichte, nach Familienpapieren erzählt. Bahn, Schwerin 1910.
- Um einen ew'gen Kranz. 1910.

## Fordítás
- Ez a szócikk részben vagy egészben  a   Frieda Andreae című német Wikipédia-szócikk ezen változatának fordításán alapul.  Az eredeti cikk szerkesztőit annak laptörténete sorolja fel. Ez a jelzés csupán a megfogalmazás eredetét és a szerzői jogokat jelzi, nem szolgál a cikkben szereplő információk forrásmegjelöléseként.